# Tehanu
Tehanu (1990) (titlu original Tehanu: The Last Book of Earthsea) este a patra carte din seria Terramare a Ursulei K. Le Guin. Romanul a câștigat premiul Nebula pentru "Cel mai bun roman" în 1990 și premiul Locus pentru cel mai bun roman în 1991.

## Intriga
Tehanu relatează continuarea poveștii lui Tenar, eroina celei de-a doua cărți a seriei Terramare, Mormintele din Atuan, și a lui Ged, eroul primei cărți, Un vrăjitor din Terramare. 
Acțiunea din Tehanu are loc la puțin timp după terminarea celei din a treia carte a seriei, Cel mai îndepărtat țărm. Tenar, sosită cu ani în urmă în Gont, e cunoscută acum sub numele Goha și s-a măritat cu fermierul Flint, căruia i-a făcut doi copii, Apple și Spark. Soțul a murit, copiii au crescut, iar tenar a rămas singură în Ferma Stejarilor, neștiind cine este: o simplă soție de fermier pe nume Goha, sau fosta preoteasă kargă, Tenar. Ea adoptă copila unor vagabonzi după ce aceasta este abuzată de tatăl ei și aruncată în foc, lucru care lasă urme vizibile: jumătate din fața ei rămâne cicatrizată, e oarbă de un ochi și una dintre mâini aduce mai mult cu un clește. Tenar o numește pe fată Therru, nume însemnând 'foc' în limba nativă a lui Tenar.
Tenar află că magul Ogion este pe moarte și a cerut să o vadă. Ea merge la reședința lui de lângă orașul Re Albi, luând-o cu ea pe Therru. După ce îl ajută pe Ogion în ultimele săptămâni ale vieții lui și află numele său adevărat, Aihal, ea rămâne în coliba lui, îngrijindu-i animalele. În acea perioadă se împrietenește cu o vrăjitoare locală, Moss, și cu o țărăncuță pe nume Heather. Existența ei liniștită este întreruptă de sosirea lui Ged (sau Șoimanul) pe spatele dragonului Kalessin. Ged - fost Arhimag - și-a pierdut puterile magice după încercarea de a închide gaura dintre lumile viilor și morților deschisă de vrăjitorul malefic Cob. Noul rege Lebannen trimite după el emisari care să îl aducă înapoi în Roke și să își reia rolul de Arhimag, dar Ged nu are puterea necesară de a-i înfrunta. El acceptă oferta lui Tenar de a merge la Ferma Stejarilor, pe care să o administreze în absența ei și devine păstor de capre.
După ce îi informează pe oamenii regelui că nu știe despre Ged, Tenar i se alătură la Ferma Stejarilor și între ei se înfiripă o idilă, bazată pe atracția care a existat dintotdeauna între ei, dar pe care nu au avut prilejul să o exprime. Ged vrea doar să trăiască o viață obișnuită departe de problemele de Arhimag și, împreună cu Tenar, reușește să o protejeze pe Therru de vagabonzii care încercaseră să o omoare și care vor să pună mâna pe ea. În același timp, Therru devine cunoscută pentru puterea ciudată pe care o ascunde în ea. Ordinea din Ferma Stejarilor este dată peste cap de întoarcerea fiului lui Tenar, Spark, care a renunțat la viața de marinar și vrea să conducă ferma; conform legii din Gont, Ferma Stejarilor îi aparține, iar Tenar nu o poate revendica.
Înainte să se decidă ce cale să urmeze, Tenar află că Moss e pe moarte și vrea să o vadă. Împreună cu Ged și Therru pornește spre Re Albi, dar se dovedește că mesajul a fost o capcană întinsă de vrăjitorul local, Aspen. El este un discipol al învinsului Cob, care îi disprețuiește pe Ged și Tenar și se teme de Therru. Vrăjile lui Aspen îi lasă fără puteri pe Ged și Tenar, dar Therru scapă și își descoperă adevărata natură: este o ființă jumătate-om, jumătate-dragon. Folosindu-și identitatea de dragon, ea îi cere ajutorul lui Kalessin, care îl ucide pe Aspen și îi spune lui Therru adevăratul ei nume: Tehanu. Întrebată dacă nu vrea să își asume identitatea de dragon, Tehanu decide să rămână cu Tenar și Ged. Romanul se încheie cu așezarea celor trei în locuința lui Ogion, revenind la viața simplă de fermieri.

## Personaje principale
GedArhimag din Roke, cunoscut sub numele Șoimanul.
Erisenun mag malefic, discipol al lui Cob, cunoscut sub numele Aspen.
Kalessincel mai bătrân dragon.
Tehanuo fată-dragon, arsă în copilărie, cunoscută sub numele Therru.  
Tenarpreoteasa Mormintelor din Atuan, Doamna Albă din Gont, cunoscută sub numele Arha și Goha.

## Teme majore

### Problema celor două sexe
Tehanu este scrisă dintr-o perspectivă mai feminină decât precedentele romane. Magia feminină este prezentată a fi la fel de puternică precum cea masculină; deși e mai puțin înclinată spre autoritate și acțiuni dramatice decât cea masculină, ea e mai simplă și mai plină de compasiune. Cartea îi prezintă pe vrăjitori ca aroganți și detașați și pune celibatul lor pe seama nevoii de a dedica întreaga lor energie magiei. După ce a rămas fără puteri, Ged e pierdut, iar Moss îl descrie ca având sentimentele unui adolescent de cincisprezece ani: nu are curajul să îi înfrunte pe trimișii regelui pentru a le spune că nu mai poate fi Arhimag, se beazează pe Tenar pentru a-i da soluții și a-l ajuta să își regăsească simțul identității. Doar când își lasă libere sentimentele pentru Tenar începe să se maturizeze din punct de vedere emoțional și, deși și-a pierdut puterile magice, el descoperă forța vieții simple. Personajul său atinge astfel o maturitate și o profunzime pe care nu le-ar fi atins dacă ar fi rămas Arhimag. Vrăjitorul malefic Aspen reprezintă o portretizare negativă a vrăjitorilor și e evident că ura lui față de Tenar se bazează pe teama de puterile ei feminine.
În perioada dintre publicarea Celui mai îndepărtat țărm (1972) și a lui Tehanu (1990), explorarea făcută de Le Guin în problema puterii celor două sexe a devenit mult mai complexă, un exemplu în acest sens fiind și cartea Always Coming Home. Tehanu prezintă Terramare cu multă sensibilitate și ridică întrebări de genul: de ce femeile nu pot fi vrăjitori, de ce bărbații sunt considerați superiori femeilor în Terramare și ce fel de puteri sunt accesibile femeilor dacă li se refuză puterea magiei.
Unii cititori au remarcat că romanul este, în fapt, anti-feminist, personajele principale feminine fiind prezentate ca victime. Cu toate acestea, criticul Danny Yee consideră extrem de vizibilă convertirea feministă a lui Le Guin. .

### A fișia acționa
Continuând firele taoiste din primele trei cărți și din celelalte opere ale lui Le Guin, o temă explorată în Tehanu o reprezintă tranziția lui Ged dinspre un om de 'acțiune' într-unul aflat în starea de 'a fi' în armonie cu sentimentele și cu natura sa. Acest aspect a apărut și în prima carte a trilogiei, Un vrăjitor din Terramare, prin contrastul dintre tânărul elev Ged și primul său maestru, Ogion. 

### Magia
În Tehanu, magia are un rol mai mic decât în precedentele cărți. Textul cărții sugerează că acest lucru se datorează redefinirii lumii Terramare făcută de Le Guin și întrebărilor pe care ea le ridică legat de 'puterile' masculine și feminine. Cu alte cuvinte, accentul redus pus pe magie s dovedește a fi nu doar o diferență în genul de narațiune pe care vrea să o istorisească Le Guin, cât mai ales prin rolul pe care ea crede că îl va juca magia în viitorul Terramării.

## Stil literar
Stilul cărții este considerabil diferit de trilogia precedentă. În timp ce trilogia inițială punea accentul pe elementele clasice ale genului fantasy, cum ar fi misiuni periculoase, acțiuni eroice și forțe supraomenești, Tehanu pare mai mult un studiu al interacțiunii sociale și a rezonanței emoționale. Ritmul este mult mai scăzut, iar atmosfera mai întunecată și mai introspectivă. 
Accentul trilogiei inițiale este pus pe personaje și pe misiunile lui Ged, Tenar fiind introdusă ca personaj principal în a doua carte. Tehanu folosește lentilele vieții de zi cu zi și o perspectivă anti-patriarhală nu doar pentru a explora viitorul acestor două personaje - și a Terramării - ci mai ales pentru a le reinterpreta. Sharada Bhanu consideră că Le Guin vede această reinterpretare ca pe o prezentare mult mai echilibrată a lumii din Terramare, care a fost prezentată în primele trei cărți dintr-o perspectivă patriarhală implicită.